# Lestoidea brevicauda
Lestoidea brevicauda är en trollsländeart som beskrevs av Günther Theischinger 1996. Lestoidea brevicauda ingår i släktet Lestoidea och familjen Lestoideidae. Inga underarter finns listade i Catalogue of Life.